# Положение о сбережении лесов
Положение о сбережении лесов — лесоохранительный закон, подписанный Александром III 4 апреля 1888 года.
Положение делило все леса Европейской части России на защитные и незащитные. Защитными признавались леса, безусловное сохранение которых являлось необходимым для государственной или общественной пользы. Положение к данным лесам относило:
- леса, сдерживающие сыпучие пески или препятствующие их распространению по морским прибрежьям, берегам судоходных и сплавных рек, каналов и искусственных водохранилищ;
- леса, защищающие от песчаных заносов города, селения, железные, шоссейные и почтовые дороги, обрабатываемые земли и всякого рода угодья, а также те, истребление которых может способствовать образованию сыпучих песков;
- леса, охраняющие берега судоходных рек, каналов и водных источников от обрывов, размывов и повреждения ледоходом;
- леса, произрастающие на горах и склонах, если они препятствуют образованию лавин, селей и пр.

В лесах, не признанных защитными, обращать территорию леса в другой вид угодий разрешалось только в следующих случаях:
- когда того требует более выгодное устройство имения;
- для обработки почвы под виноградники и фруктовые деревья;
- при межевании;
- при разделах имущества;
- для проложения дорог, возведения построек и пр.

В лесах, не признанных защитными, воспрещались лишь сплошные рубки леса, которыми истощался древесный запас и естественное лесовозобновление делалось невозможным. Признание лесов защитными или подлежащими сбережению для охраны верховьев и источников рек предоставлялось лесоохранительным комитетам. Заявление о необходимости признания леса защитным могли подать общества и лица, заинтересованные в сохранении лесов. По поданным заявлениям производилось исследование на месте чинами казённого управления. Затем результаты исследования представлялись в лесоохранительный комитет, куда имел право подавать свои отзывы и собственник леса. На постановления лесоохранительных комитетов лесовладельцы могли жаловаться в двухмесячный срок министру земледелия и государственных имуществ.
Положение содержало также постановления о мерах содействия и поощрения к сбережению и разведению лесов. Положение освобождало защитные леса и площади, занятые искусственными лесонасаждениями в течение 30 лет, от всех государственных и земских поземельных сборов.
За нарушение указанных в Положении правил налагались взыскания. В случае же нарушения правил самими лесовладельцами, последние были обязаны искусственно засадить вырубленные площади. Если же они этого не делали в указанный срок, посадку производили за их счёт по распоряжению лесоохранительного комитета.
Действие положения распространялось на все леса Европейской части России:
- охраняющие верховья и источники рек или их притоков;
- признанные защитными;
- все прочие леса в местностях, не изъятых по параграфу II мнения Государственного совета о введении в действие этого Положения (см. текст Положения).

Управление казёнными лесами и общий надзор за исполнением правил о сбережении леса возлагались на лесной департамент (Министерства земледелия и государственного имущества). Директор лесного департамента являлся также инспектором Корпуса Лесничих. В подчинении у лесного департамента был специальный лесной комитет, который решал вопросы технического характера. В распоряжении департамента находились межевые чины. Управление казёнными лесами в губерниях и областях принадлежало местным управлениям государственных имуществ. В распоряжении управлений состояло от одного до четырёх старших и младших ревизоров.
Леса в губерниях разделялись на лесничества, лесные участки, объезды и обходы. Площадь лесничества обыкновенно заключалась в пределах одного уезда, но были лесничества, простиравшиеся на два и более уезда и, наоборот, занимавшие лишь часть уезда.
Для непосредственной охраны леса назначались объездчики (на каждый объезд) и лесники, составлявшие лесную стражу. Страже, помимо денежного содержания (например, объездчику, обязанному иметь и содержать за свой счёт верховую лошадь выплачивали от 150 до 200 рублей в год), отводились земельные наделы, усадьбы и дома. От казны объездчикам и лесникам выдавались ружья. Лесная стража не должна была употреблять оружие иначе, как по приказанию лесничего и для собственной защиты.
Положением о сбережении лесов непосредственное управление охраной лесов в каждой губернии и области возлагалось на лесоохранительные комитеты. Состав комитета: губернатор (председатель), губернский предводитель дворянства, председатель окружного суда, управляющий государственными имуществами, лесной ревизор, управляющий удельной конторой, председатель губернской земской управы, непременный член губернского по крестьянским делам присутствия и 2 члена из местных лесовладельцев, избиравшихся губернским земским собранием. Положением была введена должность — лесных ревизоров-инструкторов, направлявшихся лесным департаментом в имения лесовладельцев для руководства работами.